# Тюрін Олег Григорійович
Тюрін Олег Григорійович (29 червня 1937 — 3 березня 2010) — радянський академічний веслувальник.
Олімпійський чемпіон 1964 року в складі парної двійки.
Срібний призер Чемпіонату світу 1962 року в складі парної двійки.
Чемпіон Європи 1964 року в складі парної двійки, срібний призер 1965 року в складі парної двійки, бронзовий призер 1963 року в складі парної двійки.